# Jaša Tomić, Sečanj
Jaša Tomić (izvirno srbsko Јаша Томић; madžarsko Modos) je naselje v Srbiji, poimenivano po srbskem politiku Jaši Tomiću (1856–1922), ki upravno spada pod Občino Sečanj; slednja pa je del Srednjebanatskega upravnega okraja.

### Demografija
V naselju živi 2406 polnoletnih prebivalcev, pri čemer je njihova povprečna starost 41,6 let (39,9 pri moških in 43,2 pri ženskah). Naselje ima 1111 gospodinjstev, pri čemer je povprečno število članov na gospodinjstvo 2,68.
To naselje je, glede na rezultate popisa iz leta 2002, v glavnem srbsko, v času zadnjih treh popisov pa je opazno zmanjšanje števila prebivalcev.
|  |

| Demografija | Demografija     | Demografija     |
| Leto        | Št. prebivalcev | Št. prebivalcev |
| ----------- | --------------- | --------------- |
| 1869        | 4272            |                 |
| 1900        | 4614            |                 |
| 1921        | 4750            |                 |
|             |                 |                 |
| 1948        | 4378            |                 |
| 1953        | 4569            |                 |
| 1961        | 4420            |                 |
| 1971        | 3831            |                 |
| 1981        | 3625            |                 |
| 1991        | 3544            | 3404            |
| 2002        | 3131            | 2982            |
|             |                 |                 |

| Etnična sestava po popisu iz leta 2002 | Etnična sestava po popisu iz leta 2002 | Etnična sestava po popisu iz leta 2002 | Etnična sestava po popisu iz leta 2002 | Etnična sestava po popisu iz leta 2002 |
| -------------------------------------- | -------------------------------------- | -------------------------------------- | -------------------------------------- | -------------------------------------- |
| Srbi                                   | Srbi                                   |                                        | 2.126                                  | 71,29%                                 |
| Madžari                                | Madžari                                |                                        | 251                                    | 8,41%                                  |
| Romi                                   | Romi                                   |                                        | 142                                    | 4,76%                                  |
| Jugoslovani                            | Jugoslovani                            |                                        | 125                                    | 4,19%                                  |
| Bolgari                                | Bolgari                                |                                        | 29                                     | 0,97%                                  |
| Makedonci                              | Makedonci                              |                                        | 11                                     | 0,36%                                  |
| Hrvati                                 | Hrvati                                 |                                        | 10                                     | 0,33%                                  |
| Romuni                                 | Romuni                                 |                                        | 9                                      | 0,30%                                  |
| Črnogorci                              | Črnogorci                              |                                        | 8                                      | 0,26%                                  |
| Rusi                                   | Rusi                                   |                                        | 8                                      | 0,26%                                  |
| Nemci                                  | Nemci                                  |                                        | 6                                      | 0,20%                                  |
| Muslimani                              | Muslimani                              |                                        | 4                                      | 0,13%                                  |
| Slovenci                               | Slovenci                               |                                        | 1                                      | 0,03%                                  |
| Bunjevci                               | Bunjevci                               |                                        | 1                                      | 0,03%                                  |
| Neznano                                | Neznano                                |                                        | 23                                     | 0,77%                                  |